# São José do Sabugi
São José do Sabugi è un comune del Brasile nello Stato del Paraíba, parte della mesoregione di Borborema e della microregione del Seridó Ocidental Paraibano.